# Boulé-Daboré
Ne doit pas être confondu avec Boulé-Gala.
Boulé-Daboré est une commune rurale située dans le département de Bakata de la province du Ziro dans la région du Centre-Ouest au Burkina Faso.